# Taufbecken (Cousolre)

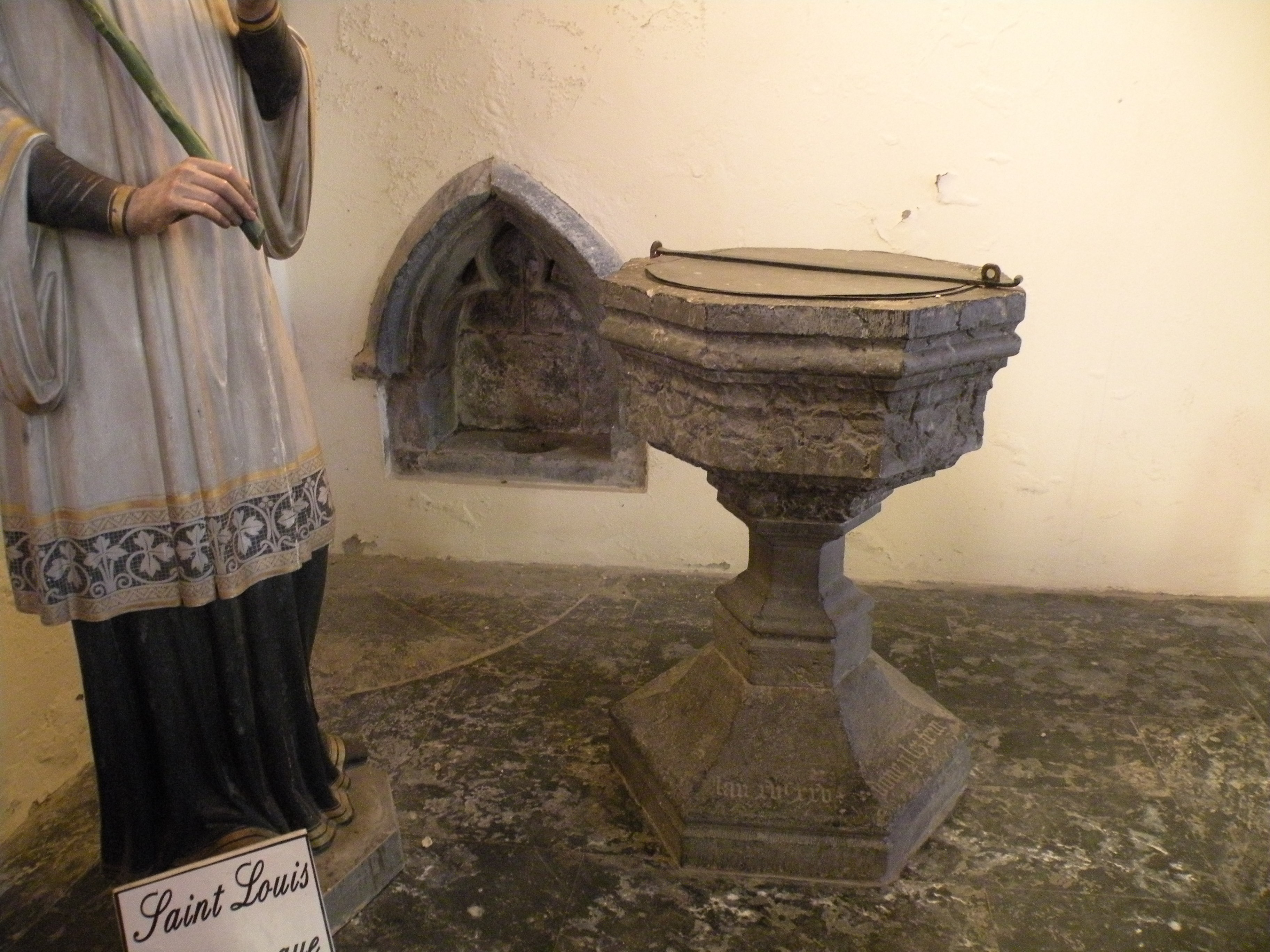
Taufbecken in Cousolre

Das Taufbecken in der katholischen Kirche St-Martin in Cousolre, einer französischen Gemeinde im Département Nord in der Region Hauts-de-France, wurde 1525 geschaffen. Im Jahr 1922 wurde das Taufbecken als Monument historique in die Liste der denkmalgeschützten Objekte (Base Palissy) in Frankreich aufgenommen.
Das 92,5 cm hohe Taufbecken aus Marmor steht auf einem sechseckigen Fuß auf dem die Inschrift „L’AN 1 VC XXV DONE P LES FEM“ (1525 von den Frauen gestiftet) eingeritzt ist. Auf einer ebenfalls sechseckigen Säule steht das achteckige Becken mit einem Durchmesser von 61,5 cm. Es lässt sich mit einer Eisenplatten verschließen.